# أقا بيغلو (نقدة)
أقا بيغلو هي قرية في مقاطعة نقدة، إيران. يقدر عدد سكانها بـ 290 نسمة بحسب إحصاء 2016.